# Islas de los Tres Reyes
Las Islas de los Tres Reyes (Tres Reyes Islands), Melchor, Gaspar y Baltasar, son un grupo de islas situadas frente a las costas de la isla de Marinduque y de Mindoro Oriental, al suroeste de la misma, en el estrecho de Tablas.
Forman parte del Grupo de Luzón, en el mar de Sibuyán, perteneciente a la región de Mimaropa, en Filipinas. 
Administrativamente forman parte de la jurisdicción del municipio de Gasan, concretamente del barrio de Pinggan.
Su nombre proviene de los Tres Reyes Magos y son un destino turístico potencial. Visibles desde cualquier punto de la costa Gasan, puede llegarse en barco, en un viaje con una duración de entre 30 a 45 minutos.